# Austrolimnophila (Austrolimnophila) proximata
Austrolimnophila (Austrolimnophila) proximata is een tweevleugelige uit de familie steltmuggen (Limoniidae). De soort komt voor in het Australaziatisch gebied.